# ماريو دوس سانتوس
ماريو دوس سانتوس (بالبرتغالية: Mário dos Santos Júnior‏) هو منافس ألعاب قوى برازيلي، ولد في 10 سبتمبر 1979.

## وصلات خارجية
- ماريو دوس سانتوس على موقع الاتحاد الدولي لألعاب القوى (الإنجليزية)
- ماريو دوس سانتوس على موقع أوليمبيديا (الإنجليزية)
- ماريو دوس سانتوس على موقع اللجنة الأولمبية البرازيلية (البرتغالية)